# Pont Laurent
Der Pont Laurent ist ein Fluss in Frankreich, der im Département Maine-et-Loire in der Region Pays de la Loire verläuft. Er entspringt im östlichen Gemeindegebiet von Montrevault-sur-Èvre, entwässert in einem Bogen von Südwest nach Nordwest durch die Naturlandschaft Mauges und mündet nach rund 23 Kilometern an der Gemeindegrenze von Mauges-sur-Loire und Montrevault-sur-Èvre als rechter Nebenfluss in die Èvre.

## Flussnamen
Der Fluss ändert häufig seinen Namen und zwar nach den Weilern, an denen er vorbeigeflossen ist. In Fließrichtung sind dies:
- Ruisseau de la Roche Ferrière
- Ruisseau de la Jousselinière
- Ruisseau de Frémerit
- Ruisseau de la Bellière
- Ruisseau de Charruau
- Ruisseau du Pont Laurent

## Orte am Fluss
(Reihenfolge in Fließrichtung)
- La Blouère, Saint-Quentin-en-Mauges, Gemeinde Montrevault-sur-Èvre
- La Chapelle-Aubry, La Salle-et-Chapelle-Aubry, Gemeinde Montrevault-sur-Èvre
- Montrevault, Gemeinde Montrevault-sur-Èvre
- Saint-Pierre-Montlimart, Gemeinde Montrevault-sur-Èvre
- Gévrisse, Gemeinde Mauges-sur-Loire